# Ázsia Expressz (negyedik évad)
Az Ázsia Expressz negyedik évada, a TV2 utazós reality, valóságshow műsora. Műsorvezetője változatlanul Ördög Nóra.
Az évad 2023. október 7-től látható.
A negyedik évadban a "Felfedezzük Amerikát!" alcímet kapja.
A negyedik évad győztese Kucsera Gábor és Tóth Dávid voltak.

## Történet
2022. december 21-én Fischer Gábor az Index-interjún bejelentette, hogy a negyedik évad 2023-tól lesz látható, emellett két helyszínt is bejelentette: Mexikó és Guatemala. Emellett a negyedik évad a "Felfedezzük Amerikát!" alcímet kapta. 2023. március 21-én bejelentették a versenyzőket. 2023. szeptember 18-án a TV2 bejelentette, hogy az évad premier-hétvégével indul október 7-8-án.

## Összesített eredmény
| – A páros továbbjutott                       |
| – A páros részt vesz a hajszán               |
| – A páros védettséget szerzett               |
| – A páros még versenyben van                 |
| – A páros még/már nem volt versenyben        |
| – A párosok visszakapták az eredeti párjukat |
| – A páros átadta a versenyt a kieső párosnak |
| – A páros részt vesz a negyeddöntőn          |
| – A páros részt vesz az elődöntőn            |
| – A páros részt vesz a döntőn                |
| – A győztes páros                            |
| – A 2. helyezett                             |
| – A 3. helyezett                             |
| – A 4. helyezett                             |
| – A páros kiesett                            |

| Helyezés | Páros                              | Első szakasz (október 7–13.) | Második szakasz (október 16–20.) | Harmadik szakasz (október 23–27.) | Negyedik szakasz (október 30–november 3.) | Ötödik szakasz (november 6–10.) | Hatodik szakasz (november 13–17.) | Hatodik szakasz (november 13–17.) | Hatodik szakasz (november 13–17.) | Státusz                                                                   |
| -------- | ---------------------------------- | ---------------------------- | -------------------------------- | --------------------------------- | ----------------------------------------- | ------------------------------- | --------------------------------- | --------------------------------- | --------------------------------- | ------------------------------------------------------------------------- |
| 1.       | Kucsera Gábor és Tóth Dávid        | Továbbjutott                 | Védett                           | Továbbjutott                      | Továbbjutott                              | Továbbjutott                    | Negyeddöntő                       | Elődöntő                          | Döntő                             | Győztes                                                                   |
| 2.       | Hegyes Berci és Vágner Fanni       | Továbbjutott                 | Továbbjutott                     | Hajsza                            | Hajsza                                    | Továbbjutott                    | Negyeddöntő                       | Elődöntő                          | Döntő                             | 2. helyezett                                                              |
| 3.       | Kempf Zozo és Pető Brúnó           | Védett                       | Hajsza                           | Továbbjutott                      | Védett                                    | Hajsza                          | Negyeddöntő                       | Elődöntő                          |                                   | 3. helyezett                                                              |
| 4.       | Kecskés Enikő és Kafi Rea Milla    | Továbbjutott                 | Hajsza                           |                                   | Továbbjutott                              | Hajsza                          | Negyeddöntő                       |                                   |                                   | Kiesett a második szakaszban - Visszajutott - 4. helyezett                |
| 5.       | Nagy Alekosz és Varsányi Réka      | Hajsza                       | Védett                           | Hajsza                            | Hajsza                                    | Hajsza                          |                                   |                                   |                                   | Kiesett az ötödik szakaszban                                              |
| 6.       | Völgyi Zsuzsi és Kunovics Katinka  | Hajsza                       |                                  |                                   | Hajsza                                    |                                 |                                   |                                   |                                   | Kiesett az első szakaszban - Visszajutott - Kiesett a negyedik szakaszban |
| 7.       | Sipos F. Tamás és Sipos Dani       | Hajsza                       | Hajsza                           | Hajsza                            |                                           |                                 |                                   |                                   |                                   | Kiesett a harmadik szakaszban                                             |
| –        | Kunovics Katinka és Kafi Rea Milla | Még nem volt versenyben      | Még nem volt versenyben          | Védett                            | Már nem volt versenyben                   | Már nem volt versenyben         | Már nem volt versenyben           | Már nem volt versenyben           | Már nem volt versenyben           | Visszakapták az eredeti párjukat                                          |
| –        | Völgyi Zsuzsi és Kecskés Enikő     | Még nem volt versenyben      | Még nem volt versenyben          | Továbbjutott                      | Már nem volt versenyben                   | Már nem volt versenyben         | Már nem volt versenyben           | Már nem volt versenyben           | Már nem volt versenyben           | Visszakapták az eredeti párjukat                                          |

## Utazás
| Útvonal                                     | Országok            |
| ------------------------------------------- | ------------------- |
| Mineral de Pozos, Mexikó – Tikal, Guatemala | Mexikó és Guatemala |

| Futam | Ország    | Útvonal | Kieső páros                       |
| ----- | --------- | --- | --------------------------------- |
| 1.    | Mexikó    | Mineral de Pozos – 149 km – Guanajuato | -                                 |
| 2.    | Mexikó    | Guanajuato – 97 km – Corralejo – 21 km – Pénjamo | -                                 |
| 3.    | Mexikó    | Phénjamo – 152 km – Santa Elena – 107 km – Irapuato | -                                 |
| 4.    | Mexikó    | Irapuato – 22 km – Salamanca – 91 km – Santiago de Querétaro                                                                                                 | -                                 |
| 5.    | Mexikó    | Santiago de Querétaro – 59 km – San José del Cabo | Völgyi Zsuzsi és Kunovics Katinka |
| 6.    | Mexikó    | Corregidora – 50 km – Presa del Juguete – 40 km – Acámbaro – 58 km – Yuriria                                                                                 | -                                 |
| 7.    | Mexikó    | Yuriria – 110 km – Tzintzuntzan – 62 km – Morelia | -                                 |
| 8.    | Mexikó    | Morelia – 19 km – Charo – 33 km – Zinapécuaro | -                                 |
| 9.    | Mexikó    | Zinapécuaro – 179 km – Atlacomulco (Plaza cívica) -Toluca – 75 km – Mexikóváros                                                                              | -                                 |
| 10.   | Mexikó    | Mexikóváros | Kecskés Enikő és Kafi Rea Milla   |
| 11.   | Mexikó    | Mexikóváros – 3 km – Xochimilco | -                                 |
| 12.   | Mexikó    | Xochimilco – 77 km – Cuernavaca – 66 km – Anenecuilco | -                                 |
| 13.   | Mexikó    | Anenecuilco – 5,6 km – Cuautla – 22 km – Tlayacapan | -                                 |
| 14.   | Mexikó    | Tlayacapan – 104 km – Atlixco – 32 km – Puebla | -                                 |
| 15.   | Mexikó    | Cuexcomate – 6,9 km – Puebla – 6,9 km – Cuexcomate | Sipos F. Tamás és Sipos Dani      |
| 16.   | Mexikó    | Heroica Veracruz – 107 km – Xalapa-Enríquez – 82 km – Playa Chachalacas                                                                                      | -                                 |
| 17.   | Mexikó    | Playa Chachalacas – 5,3 km – Úrsulo Galván – 42 km – Veracruz                                                                                                | -                                 |
| 18.   | Mexikó    | Antón Lizardo – 119 km – Santiago Tuxtla – 14 km – San Andrés Tuxtla                                                                                         | -                                 |
| 19.   | Mexikó    | Catemaco – 308 km – Cárdenas | -                                 |
| 20.   | Mexikó    | Villahermosa – 25 km – González 3ra Secc – 25 km – Villahermosa                                                                                              | Völgyi Zsuzsi és Kunovics Katinka |
| 21.   | Guatemala | Tikal – 34 km – El Remate – 31 km – Flores | -                                 |
| 22.   | Guatemala | Flores – 94 km – Machaquila – 86 km – San Francisco | -                                 |
| 23.   | Guatemala | San Francisco – 211 km – Rio Dulce | -                                 |
| 24.   | Guatemala | Rio Dulce – 82 km – Quiriguá – 6 km – Guatemalaváros | -                                 |
| 25.   | Guatemala | Guatemalaváros | Nagy Alekosz és Varsányi Réka     |
| 26.   | Guatemala | Guatemalaváros – 41 km – Sumpango – 53 km – Iximché | -                                 |
| 27.   | Guatemala | Iximché – 9 km – Santa Apolonia – 57 km – Chichicastenango – 39 km – Panajachel                                                                              | Kecskés Enikő és Kafi Rea Milla   |
| 28.   | Guatemala | Panajachel – 48 km – San Jorge – 47 km – Santa Catarina Palopó – 6 km – San Antonio Palopó                                                                   | -                                 |
| 29.   | Guatemala | Atitlán-tó – 38 km – Patulul – 61 km – Escuintla – 15 km – El Rodeo – 13 km – Antigua Guatemala                                                              | Kempf Zozo és Pető Brúnó          |
| 30.   | Guatemala | San Gaspar Ixchil – km – Santa Ana – km – San Juan del Obispo – km – Antigua Guatemala – km – Jocotenango – km – San Juan La Laguna – km – Antigua Guatemala | Hegyes Berci és Vágner Fanni      |

## Események
| – A futam nyertes párosai (Játékban való részvétel, védettség, medáljutalom) |
| – A páros részt vesz a hajszán                                               |
| – A páros továbbjutott                                                       |
| – A páros kiesett                                                            |

### Mexikó

#### Első szakasz
1. futam (1-2. adás)

A versenyzők Mineral de Pozos városából indították a játékot, és az első feladatuk a hátizsákuk megkeresése volt. Azonban nem volt elég csak megtalálni, a táskákat csak akkor kaphatták meg, ha teljesítenek egy rituálét egy sámán segítségével. Ehhez a városból kellett összegyűjtsenek némi hozzávalót. Az első három páros, aki először érkezik célba Guanajuato városában, részt vehet az első játékon, aminek nyertese a megszokott medálon kívül egy Joker tulajdonosa is lesz. A Joker jelentőségéről csak a játék után vehetünk tudomást.
| Helyezés | Páros                             |
| -------- | --------------------------------- |
| 1.       | Kempf Zozo és Pető Brúnó          |
| 2.       | Kecskés Enikő és Kafi Rea Milla   |
| 3.       | Kucsera Gábor és Tóth Dávid       |
| 4.       | Sipos F. Tamás és Sipos Dani      |
| 5.       | Hegyes Berci és Vágner Fanni      |
| 6.       | Nagy Alekosz és Varsányi Réka     |
| 7.       | Völgyi Zsuzsi és Kunovics Katinka |

Az első játék győztese Kecskés Enikő és Kafi Rea Milla párosa lett, így övék az első medál és a Joker. Az első Joker jelentősége, hogy a szakasz egyik feladatát a birtokló párosának nem kell teljesíteniük.
2. futam (3-4.adás)

A versenyzőknek Corralejoba, majd Pénjamoba kellett utazniuk. A 2. futam győztes párosa védettséget szerez, így az biztosan nem eshet ki a szakaszban. A futam közben a versenyzőknek szállást is kellett keresniük.
| Helyezés | Páros                             |
| -------- | --------------------------------- |
| 1.       | Kempf Zozo és Pető Brúnó          |
| 2.       | Völgyi Zsuzsi és Kunovics Katinka |
| 3.       | Kecskés Enikő és Kafi Rea Milla   |
| 4.       | Kucsera Gábor és Tóth Dávid       |
| 5.       | Sipos F. Tamás és Sipos Dani      |
| 6.       | Hegyes Berci és Vágner Fanni      |
| 7.       | Nagy Alekosz és Varsányi Réka     |

A védettség megszerzéséhez nem volt elég csak gyorsan célba érni, hiszen ekkor egy újabb küldetés várt a versenyzőkre. A végeredmény a küldetés eredménye, és a befutási sorrend alapján születik meg. Kempf Zozo és Pető Brúnó állt a végeredmény élén, így ők biztosan továbbjutottak a következő szakaszra. Szintén kaptak egy medált, s egy választási lehetőségük is akadt, méghozzá, hogy turistáskodnak a következő két futamban, vagy versenyzőkként játszanak. A döntésük a verseny folytatására és további medálok beszerzésének esélyére esett.
3. futam (4-5. adás)

A versenyzőknek Sante Elenaba kellett megállniuk. Az első két páros, akik először érkeznek célba Irapuato városában, részt vehetnek a második játékon, aminek nyertese egy újabb Joker tulajdonosa is lesz. Nekik az este szállást is biztosítanak.
| Helyezés | Páros                             |
| -------- | --------------------------------- |
| 1.       | Kucsera Gábor és Tóth Dávid       |
| 2.       | Hegyes Berci és Vágner Fanni      |
| 3.       | Kempf Zozo és Pető Brúnó          |
| 4.       | Völgyi Zsuzsi és Kunovics Katinka |
| 5.       | Kecskés Enikő és Kafi Rea Milla   |
| 6.       | Sipos F. Tamás és Sipos Dani      |
| 7.       | Nagy Alekosz és Varsányi Réka     |

A játék győztese Hegyes Berci és Vágner Fanni párosa lett, így övék a medál és a Joker. Ez a Joker már előny helyett egy másik páros hátráltatásának tulajdonságával rendelkezett.
4. futam (6. adás)

A versenyzők a hét egyik legfontosabb napján Santiago de Querétaroba kellett eljussanak Salamancán keresztül. Az a két páros, aki utolsó kettőként végzi a futamot, biztosan résztvevője lesz a holnapi hajszának.
| Helyezés | Páros                             |
| -------- | --------------------------------- |
| 1.       | Kucsera Gábor és Tóth Dávid       |
| 2.       | Kecskés Enikő és Kafi Rea Milla   |
| 3.       | Hegyes Berci és Vágner Fanni      |
| 4.       | Nagy Alekosz és Varsányi Réka     |
| 5.       | Sipos F. Tamás és Sipos Dani      |
| 6.       | Völgyi Zsuzsi és Kunovics Katinka |
| 7.       | Kempf Zozo és Pető Brúnó          |

Kucsera Gábor és Tóth Dávid illetve Kecskés Enikő és Kafi Rea Milla között holtverseny alakult ki az első helyen. Ebben az esetben a védett páros, Kempf Zozo és Pető Brúnó dönthettek a medál sorsáról, akik Gábornak és Dávidnak szánták azt. Zozo és Brúnó utolsó helyen végeztek, de mivel ők védettek, így Völgyi Zsuzsi és Kunovics Katinka, valamint Sipos F. Tamás és Sipos Dani kerültek be a hajszába. A harmadik hajszázó páros a következő adásból derül ki, a versenyzők szavazatai alapján. A versenyzők a mai napon szállodában alhattak.
Hajsza (7. adás)

A versenyzők a már két biztosan hajszázó páros mellé harmadikként is szavazniuk kellett valakit. A szavazás végül így alakult:
| Szavazó                           | Szavazott                     |
| --------------------------------- | ----------------------------- |
| Kecskés Enikő és Kafi Rea Milla   | Nagy Alekosz és Varsányi Réka |
| Kempf Zozo és Pető Brúnó          | Nagy Alekosz és Varsányi Réka |
| Kucsera Gábor és Tóth Dávid       | Nagy Alekosz és Varsányi Réka |
| Völgyi Zsuzsi és Kunovics Katinka | Nagy Alekosz és Varsányi Réka |
| Sipos F. Tamás és Sipos Dani      | Nagy Alekosz és Varsányi Réka |
| Nagy Alekosz és Varsányi Réka     | Kucsera Gábor és Tóth Dávid   |
| Hegyes Berci és Vágner Fanni      | Nagy Alekosz és Varsányi Réka |

Nagy Alekosz és Varsányi Réka tehát 6 szavazattal lett a hajsza harmadik résztvevő párosa.
| Helyezés | Páros                             |
| -------- | --------------------------------- |
| 1.       | Nagy Alekosz és Varsányi Réka     |
| 2.       | Sipos F. Tamás és Sipos Dani      |
| 3.       | Völgyi Zsuzsi és Kunovics Katinka |

Az első hajszában elsőként Nagy Alekosz és Varsányi Réka, másodikként pedig Sipos F. Tamás és Sipos Dani futottak be, így Völgyi Zsuzsi és Kunovics Katinka számára ért véget az Ázsia Expressz 4.

#### Második szakasz
6. futam (8. adás)

A versenyző párok szimpátia szavazással döntötték el, hogy ki induljon el előnnyel és ki indul hátránnyal. A szavazás végül így alakult:
| Helyezés | Páros                           |
| -------- | ------------------------------- |
| 1.       | Kucsera Gábor és Tóth Dávid     |
| 2.       | Kempf Zozo és Pető Brúnó        |
| 3.       | Kecskés Enikő és Kafi Rea Milla |
| 4.       | Hegyes Berci és Vágner Fanni    |
| 5.       | Sipos F. Tamás és Sipos Dani    |
| 6.       | Nagy Alekosz és Varsányi Réka   |

A napon Corregidorából Yuririába kellett eljutniuk a párosoknak, Presa del Juguetén és Acámbaron keresztül. Az első kettő páros fog bekerülni a Joker játékra. A sorrend végül így alakult:
| Helyezés | Páros                           |
| -------- | ------------------------------- |
| 1.       | Kempf Zozo és Pető Brúnó        |
| 2.       | Kecskés Enikő és Kafi Rea Milla |
| 3.       | Sipos F. Tamás és Sipos Dani    |
| 4.       | Hegyes Berci és Vágner Fanni    |
| 5.       | Kucsera Gábor és Tóth Dávid     |
| 6.       | Nagy Alekosz és Varsányi Réka   |

A mai játékba Kempf Zozo és Pető Brúnó, illetve Kecskés Enikő és Kafi Real Milla párosa jutott be. A játékot végül Zozo és Brúnó nyerte, így övék a medál és a Joker.
7. futam (9. adás)

A versenyzőknek Yuririaból Moreliába kellett utazniuk. A 7. futam győztes párosa védettséget szerez, így az biztosan nem eshet ki a szakaszban. A futam közben a versenyzőknek szállást is kellett keresniük.
| Helyezés | Páros                           |
| -------- | ------------------------------- |
| 1.       | Kucsera Gábor és Tóth Dávid     |
| 2.       | Kempf Zozo és Pető Brúnó        |
| 3.       | Kecskés Enikő és Kafi Rea Milla |
| 4.       | Hegyes Berci és Vágner Fanni    |
| 5.       | Nagy Alekosz és Varsányi Réka   |
| 6.       | Sipos F. Tamás és Sipos Dani    |

8. futam (10. adás)

Kucsera Gábor és Tóth Dávid a pihenés mellett döntöttek. A versenyzőknek Moreliából Zinapécuaroba kellett utazniuk. Az első három páros, akik először érkeznek célba, részt vehetnek a játékon, aminek nyertese egy újabb Joker tulajdonosa is lesz. Nekik az este szállást is biztosítanak.
| Helyezés | Páros                           |
| -------- | ------------------------------- |
| 1.       | Kecskés Enikő és Kafi Rea Milla |
| 2.       | Sipos F. Tamás és Sipos Dani    |
| 3.       | Hegyes Berci és Vágner Fanni    |
| 4.       | Kempf Zozo és Pető Brúnó        |
| 5.       | Nagy Alekosz és Varsányi Réka   |

A játék győztese Hegyes Berci és Vágner Fanni párosa lett, így övék a medál és a Joker. Ez a Joker egy másik páros hátráltatásának tulajdonságával rendelkezett.
9. futam (11. adás)

A versenyzők a hét egyik legfontosabb napján Mexikóvárosba kellett eljussanak. Az a páros, aki élő sast vagy kígyót szerez az védettséget kap a hétre és ezt csak Nagy Alekosznak és Varsányi Rékanak sikerült. Az a két páros, aki utolsó kettőként végzi a futamot, biztosan résztvevője lesz a holnapi hajszának.
| Helyezés | Páros                           |
| -------- | ------------------------------- |
| -        | Nagy Alekosz és Varsányi Réka   |
| 1.       | Hegyes Berci és Vágner Fanni    |
| 2.       | Kempf Zozo és Pető Brúnó        |
| 3.       | Sipos F. Tamás és Sipos Dani    |
| 4.       | Kecskés Enikő és Kafi Rea Milla |

Hajsza (12. adás)

A versenyzők a már két biztosan hajszázó páros mellé harmadikként is szavazniuk kellett valakit. A szavazás végül így alakult:
| Szavazó                         | Szavazott                    |
| ------------------------------- | ---------------------------- |
| Kecskés Enikő és Kafi Rea Milla | Hegyes Berci és Vágner Fanni |
| Kempf Zozo és Pető Brúnó        | Hegyes Berci és Vágner Fanni |
| Kucsera Gábor és Tóth Dávid     | Hegyes Berci és Vágner Fanni |
| Sipos F. Tamás és Sipos Dani    | Kempf Zozo és Pető Brúnó     |
| Nagy Alekosz és Varsányi Réka   | Kempf Zozo és Pető Brúnó     |
| Hegyes Berci és Vágner Fanni    | Kempf Zozo és Pető Brúnó     |

A szavazatok alapján 3-3 szavazttal döntetlen az állás, de Hegyes Berci és Vágner Fanni jokere, dupla szavazatot ért így Kempf Zozo és Pető Brúnó 4 szavazattal lett a hajsza harmadik résztvevő párosa.
| Helyezés | Páros                           |
| -------- | ------------------------------- |
| 1.       | Kempf Zozo és Pető Brúnó        |
| 2.       | Sipos F. Tamás és Sipos Dani    |
| 3.       | Kecskés Enikő és Kafi Rea Milla |

A második hajszában elsőként Kempf Zozo és Pető Brúnó, másodikként pedig Sipos F. Tamás és Sipos Dani futottak be, így Kecskés Enikő és Kafi Rea Milla számára ért véget az Ázsia Expressz 4.

#### Harmadik szakasz
11. futam (13. adás)

Völgyi Zsuzsi és Kecskés Enikő, Kafi Rea Milla és Kunovics Katinka elkezdték a versenyt más párosításban, ha a hajszán nem esik ki egyik páros sem akkor az eredeti felállásba fogják folytatni a versenyt. A napon Xochimilcoba kellett eljutniuk a párosoknak. Az első kettő páros fog bekerülni a Joker játékra. A sorrend végül így alakult:
| Helyezés | Páros                              |
| -------- | ---------------------------------- |
| 1.       | Sipos F. Tamás és Sipos Dani       |
| 2.       | Kempf Zozo és Pető Brúnó           |
| 3.       | Hegyes Berci és Vágner Fanni       |
|          | Kucsera Gábor és Tóth Dávid        |
|          | Nagy Alekosz és Varsányi Réka      |
|          | Kunovics Katinka és Kafi Rea Milla |
|          | Völgyi Zsuzsi és Kecskés Enikő     |

A mai játékba Kempf Zozo és Pető Brúnó, illetve Sipos F. Tamás és Sipos Dani párosa jutott be. A játékot végül Kempf Zozo és Pető Brúnó nyerte, így övék a medál és a Joker.
12. futam (14. adás)

A versenyzőknek Xochimilcoból Anenecuilcoba kellett utazniuk. A 12. futam győztes párosa védettséget szerez, így az biztosan nem eshet ki a szakaszban. A futam közben a versenyzőknek szállást is kellett keresniük. Mivel a védettséget holtversenyben Kempf Zozo és Pető Brúnó, Kunovics Katinka és Kafi Rea Milla nyerte, így a párosok döntik el ki kapja a védettséget.
| Helyezés | Páros                              |
| -------- | ---------------------------------- |
| 1.       | Kunovics Katinka és Kafi Rea Milla |
| 2.       | Kempf Zozo és Pető Brúnó           |
|          | Hegyes Berci és Vágner Fanni       |
|          | Kucsera Gábor és Tóth Dávid        |
|          | Nagy Alekosz és Varsányi Réka      |
|          | Sipos F. Tamás és Sipos Dani       |
|          | Völgyi Zsuzsi és Kecskés Enikő     |

A versenyzőknek szavazniuk kellett, hogy ki legyen a védett páros. A szavazás végül így alakult:
| Szavazó                            | Szavazott                          |
| ---------------------------------- | ---------------------------------- |
| Kempf Zozo és Pető Brúnó           | Kunovics Katinka és Kafi Rea Milla |
| Kucsera Gábor és Tóth Dávid        | Kempf Zozo és Pető Brúnó           |
| Sipos F. Tamás és Sipos Dani       | Kunovics Katinka és Kafi Rea Milla |
| Nagy Alekosz és Varsányi Réka      | Kempf Zozo és Pető Brúnó           |
| Hegyes Berci és Vágner Fanni       | Kunovics Katinka és Kafi Rea Milla |
| Kunovics Katinka és Kafi Rea Milla | Kunovics Katinka és Kafi Rea Milla |
| Völgyi Zsuzsi és Kecskés Enikő     | Kunovics Katinka és Kafi Rea Milla |

A szavazatok alapján Kunovics Katinka és Kafi Rea Milla lett a védett páros.
13. futam (15. adás)

Kunovics Katinka és Kafi Rea Milla a pihenés mellett döntöttek. A versenyzőknek Anenecuilcoból Tlayacapanba kellett utazniuk. Az első három páros, akik először érkeznek célba, részt vehetnek a játékon, aminek nyertese egy újabb Joker tulajdonosa is lesz. Nekik az este szállást is biztosítanak.
| Helyezés | Páros                          |
| -------- | ------------------------------ |
| 1.       | Sipos F. Tamás és Sipos Dani   |
| 2.       | Hegyes Berci és Vágner Fanni   |
| 3.       | Kucsera Gábor és Tóth Dávid    |
| 4.       | Völgyi Zsuzsi és Kecskés Enikő |
| 5.       | Kempf Zozo és Pető Brúnó       |
| 6.       | Nagy Alekosz és Varsányi Réka  |

A játék győztese Sipos F. Tamás és Sipos Dani párosa lett, így övék a medál és a Joker. Ez a Joker egy másik páros hátráltatásának tulajdonságával rendelkezett.
14. futam (16. adás)

A versenyzők a hét egyik legfontosabb napján Pueblaba kellett eljussanak. Az a két páros, aki utolsó kettőként végzi a futamot, biztosan résztvevője lesz a holnapi hajszának.
| Helyezés | Páros                          |
| -------- | ------------------------------ |
| 1.       | Hegyes Berci és Vágner Fanni   |
| 2.       | Kempf Zozo és Pető Brúnó       |
| 3.       | Völgyi Zsuzsi és Kecskés Enikő |
| 4.       | Kucsera Gábor és Tóth Dávid    |
| 5.       | Nagy Alekosz és Varsányi Réka  |
| 6.       | Sipos F. Tamás és Sipos Dani   |

Kucsera Gábor és Tóth Dávid illetve Nagy Alekosz és Varsányi Réka között holtverseny alakult ki arról, hogy ki jut a veszélyzónába. Ebben az esetben a védett páros, Kunovics Katinka és Kafi Rea Milla dönthettek, akik Alekosznak és Rékának szánták azt. A harmadik hajszázó páros a következő adásból derül ki, a versenyzők szavazatai alapján. A versenyzők a mai napon szállodában alhattak.
Hajsza (17. adás)

A versenyzők a már két biztosan hajszázó páros mellé harmadikként is szavazniuk kellett valakit. A szavazás végül így alakult:
| Szavazó                            | Szavazott                      |
| ---------------------------------- | ------------------------------ |
| Kempf Zozo és Pető Brúnó           | Hegyes Berci és Vágner Fanni   |
| Kucsera Gábor és Tóth Dávid        | Hegyes Berci és Vágner Fanni   |
| Sipos F. Tamás és Sipos Dani       | Völgyi Zsuzsi és Kecskés Enikő |
| Nagy Alekosz és Varsányi Réka      | Hegyes Berci és Vágner Fanni   |
| Hegyes Berci és Vágner Fanni       | Völgyi Zsuzsi és Kecskés Enikő |
| Kunovics Katinka és Kafi Rea Milla | Hegyes Berci és Vágner Fanni   |
| Völgyi Zsuzsi és Kecskés Enikő     | Hegyes Berci és Vágner Fanni   |

Hegyes Berci és Vágner Fanni tehát 5 szavazattal lett a hajsza harmadik résztvevő párosa.
| Helyezés | Páros                         |
| -------- | ----------------------------- |
| 1.       | Hegyes Berci és Vágner Fanni  |
| 2.       | Nagy Alekosz és Varsányi Réka |
| 3.       | Sipos F. Tamás és Sipos Dani  |

A harmadik hajszában elsőként Hegyes Berci és Vágner Fanni, másodikként pedig Nagy Alekosz és Varsányi Réka futottak be, így Sipos F. Tamás és Sipos Dani számára ért véget az Ázsia Expressz 4.

#### Negyedik szakasz
16. futam (18. adás)
A napon Playa Chachalacasba kellett eljutniuk a párosoknak. Az első kettő páros fog bekerülni a Joker játékra. A sorrend végül így alakult:
| Helyezés | Páros                             |
| -------- | --------------------------------- |
| 1.       | Kempf Zozo és Pető Brúnó          |
| 2.       | Nagy Alekosz és Varsányi Réka     |
| 3.       | Hegyes Berci és Vágner Fanni      |
| 4.       | Kucsera Gábor és Tóth Dávid       |
| 5.       | Kecskés Enikő és Kafi Rea Milla   |
| 6.       | Völgyi Zsuzsi és Kunovics Katinka |

A mai játékba Kempf Zozo és Pető Brúnó, illetve Nagy Alekosz és Varsányi Réka párosa jutott be. A játékot végül Kempf Zozo és Pető Brúnó nyerte, így övék a medál és a Joker.
17. futam (19. adás)

A versenyzőknek Playa Chachalacasból Veracruzba kellett utazniuk. A 17. futam győztes párosa védettséget szerez, így az biztosan nem eshet ki a szakaszban. A futam közben a versenyzőknek szállást is kellett keresniük.
| Helyezés | Páros                             |
| -------- | --------------------------------- |
| 1.       | Kempf Zozo és Pető Brúnó          |
| 2.       | Völgyi Zsuzsi és Kunovics Katinka |
| 3.       | Kucsera Gábor és Tóth Dávid       |
| 4.       | Nagy Alekosz és Varsányi Réka     |
| 5.       | Hegyes Berci és Vágner Fanni      |
| 6.       | Kecskés Enikő és Kafi Rea Milla   |

18. futam (20. adás)

Kempf Zozo és Pető Brúnó a pihenés mellett döntöttek. A versenyzőknek Antón Lizardoból San Andrés Tuxtlaba kellett utazniuk. Az első három páros, akik először érkeznek célba, részt vehetnek a játékon, aminek nyertese egy újabb Joker tulajdonosa is lesz. Nekik az este szállást is biztosítanak.
| Helyezés | Páros                             |
| -------- | --------------------------------- |
| 1.       | Kucsera Gábor és Tóth Dávid       |
| 2.       | Kecskés Enikő és Kafi Rea Milla   |
| 3.       | Hegyes Berci és Vágner Fanni      |
| 4.       | Völgyi Zsuzsi és Kunovics Katinka |
| 5.       | Nagy Alekosz és Varsányi Réka     |

A játék győztese Hegyes Berci és Vágner Fanni párosa lett, így övék a medál és a Joker. Ez a Joker egy másik páros hátráltatásának tulajdonságával rendelkezett.
19. futam (21. adás)

A versenyzők a hét egyik legfontosabb napján Catemacoból Cárdenasba kellett eljussanak. Az a két páros, aki utolsó kettőként végzi a futamot, biztosan résztvevője lesz a holnapi hajszának.
| Helyezés | Páros                             |
| -------- | --------------------------------- |
| 1.       | Kucsera Gábor és Tóth Dávid       |
| 2.       | Kecskés Enikő és Kafi Rea Milla   |
| 3.       | Hegyes Berci és Vágner Fanni      |
| 4.       | Nagy Alekosz és Varsányi Réka     |
| 5.       | Völgyi Zsuzsi és Kunovics Katinka |

Kucsera Gábor és Tóth Dávid illetve Kecskés Enikő és Kafi Rea Milla között holtverseny alakult ki az első helyen. Ebben az esetben a védett páros, Kempf Zozo és Pető Brúnó dönthettek a medál sorsáról, akik Gábornak és Dávidnak szánták azt. A harmadik hajszázó páros a következő adásból derül ki, a versenyzők szavazatai alapján. A versenyzők a mai napon szállodában alhattak.
Hajsza (22. adás)

A versenyzők a már két biztosan hajszázó páros mellé harmadikként is szavazniuk kellett valakit. A szavazás végül így alakult:
| Szavazó                           | Szavazott                       |
| --------------------------------- | ------------------------------- |
| Kempf Zozo és Pető Brúnó          | Hegyes Berci és Vágner Fanni    |
| Kucsera Gábor és Tóth Dávid       | Hegyes Berci és Vágner Fanni    |
| Nagy Alekosz és Varsányi Réka     | Kecskés Enikő és Kafi Rea Milla |
| Hegyes Berci és Vágner Fanni      | Kucsera Gábor és Tóth Dávid     |
| Kecskés Enikő és Kafi Rea Milla   | Hegyes Berci és Vágner Fanni    |
| Völgyi Zsuzsi és Kunovics Katinka | Kucsera Gábor és Tóth Dávid     |

Hegyes Berci és Vágner Fanni tehát 3 szavazattal lett a hajsza harmadik résztvevő párosa.
| Helyezés | Páros                             |
| -------- | --------------------------------- |
| 1.       | Hegyes Berci és Vágner Fanni      |
| 2.       | Nagy Alekosz és Varsányi Réka     |
| 3.       | Völgyi Zsuzsi és Kunovics Katinka |

A negyedik hajszában elsőként Hegyes Berci és Vágner Fanni, másodikként pedig Nagy Alekosz és Varsányi Réka futottak be, így Völgyi Zsuzsi és Kunovics Katinka számára ért véget az Ázsia Expressz 4.

### Guatemala

#### Ötödik szakasz
21. futam (23. adás)
A párosoknak adtak pluszba egy medált, majd az eredményt lefelezték, amit egy ládába raktak. A napi küldetés után el lehetett lopni egy másik páros ládáját, majd a játékban a nyertes páros meg is kapja azt. Az első három befutó páros fog résztvenni a játékban. A sorrend végül így alakult:
| Sorszám | Páros                           |
| ------- | ------------------------------- |
| 1.      | Hegyes Berci és Vágner Fanni    |
| 2.      | Kecskés Enikő és Kafi Rea Milla |
| 3.      | Kempf Zozo és Pető Brúnó        |
| 4.      | Kucsera Gábor és Tóth Dávid     |
| 5.      | Nagy Alekosz és Varsányi Réka   |

A játékot Kempf Zozo és Pető Brúnó nyerte meg, aki Kucsera Gábor és Tóth Dávid ládáját lopták el, így 8 medáljuk lett, hiszen a sajátjukat is visszakapták.
22. futam (24-25. adás)
A versenyzőknek Floresből San Franciscoba kellett eljutniuk, közben pedig szállást kellett keresniük. Az adás elején párcserére került sor, minden párosból lett egy gazda, aki hajt a nyereményért, de kap egy élősködőt, egy másik páros tagját, akinek a gazdát kellett hátráltatni, hiszen a gazda eredményei számítanak a napon. A párcsere végül így alakult:
| Gazda          | Élősködő      |
| -------------- | ------------- |
| Hegyes Berci   | Pető Brúnó    |
| Kempf Zozo     | Tóth Dávid    |
| Kafi Rea Milla | Vágner Fanni  |
| Nagy Alekosz   | Kecskés Enikő |
| Kucsera Gábor  | Varsányi Réka |

Tehát így alakultak az új párok. A nap elsője majd kap egy medált és egy döntési lehetőséget. Az élősködőknek lehetőségük volt  medált is elvenniük a gazdáktól, különböző feladatok megoldásával. A sorrend végül így alakult:
| Sorszám | Páros                           |
| ------- | ------------------------------- |
| 1.      | Kempf Zozo és Pető Brúnó        |
|         | Hegyes Berci és Vágner Fanni    |
|         | Kucsera Gábor és Tóth Dávid     |
| 4.      | Kecskés Enikő és Kafi Rea Milla |
| 4.      | Nagy Alekosz és Varsányi Réka   |

Kempf Zozo és Tóth Dávid lett az első befutó, de a jutalom a gazda eredeti párosának megy. És így tovább. Tehát ezáltal Kempf Zozo és Pető Brúnó kapott egy medált, illetve elvehettek még kettőt, két párostól, ők Kecskés Enikő és Kafi Rea Milla, illetve Hegyes Berci és Vágner Fanni párosa mellett döntöttek.
23. futam (25. adás)
A versenyzőknek San Franciscoból Rio Dulcébe kellett eljutniuk a mai napon. Az első két befutó jutott be a medáljátékba. A sorrend végül így alakult:
| Sorszám | Páros                           |
| ------- | ------------------------------- |
| 1.      | Hegyes Berci és Vágner Fanni    |
| 2.      | Kucsera Gábor és Tóth Dávid     |
| 3.      | Kecskés Enikő és Kafi Rea Milla |
|         | Kempf Zozo és Pető Brúnó        |
|         | Nagy Alekosz és Varsányi Réka   |

A medáljátékot Kucsera Gábor és Tóth Dávid nyerte meg, így medáluk lett.
24. futam (26-27. adás)
A versenyzőknek Rio Dulceból Guatemalavárosba kellett eljutniuk a mai napon. A napon több medált is lehetett szerezni. A sorrend végül így alakult:
| Sorszám | Páros                           |
| ------- | ------------------------------- |
| 1.      | Hegyes Berci és Vágner Fanni    |
| 1.      | Kecskés Enikő és Kafi Rea Milla |
| 1.      | Kempf Zozo és Pető Brúnó        |
|         | Kucsera Gábor és Tóth Dávid     |
|         | Nagy Alekosz és Varsányi Réka   |

25. futam (27. adás)
Az ötödik hajsza helyszíne Guatemalaváros. A sorrend végül így alakult:
| Sorszám | Páros                           |
| ------- | ------------------------------- |
| 1.      | Kempf Zozo és Pető Brúnó        |
| 2.      | Kecskés Enikő és Kafi Rea Milla |
| 3.      | Nagy Alekosz és Varsányi Réka   |

Kempf Zozo és Pető Brúnó, valamint Kecskés Enikő és Kafi Rea Milla továbbjutott, hisz első két párosként futottak be, Nagy Alekosz és Varsányi Réka pedig harmadikként, így az ő párosuk számára ért véget az Ázsia Expressz 4.

#### Hatodik szakasz
26. futam (28. adás)
A versenyzőknek Guatemalavárosból Iximchébe kellett eljutniuk. A napon az Arany Joker játékon az első kettő páros vesz részt. A sorrend végül így alakult:
| Sorszám | Páros                           |
| ------- | ------------------------------- |
| 1.      | Hegyes Berci és Vágner Fanni    |
| 2.      | Kempf Zozo és Pető Brúnó        |
| 3.      | Kecskés Enikő és Kafi Rea Milla |
| 4.      | Kucsera Gábor és Tóth Dávid     |

Hegyes Berci és Vágner Fanni futott be elsőként, utánuk Kempf Zozo és Pető Brúnó, így ők résztvehetnek az Arany Joker játékon. A játékot Kempf Zozo és Pető Brúnó nyerte, jutalmuk 1 millió forint lett.
27. futam (28-29. adás)
A versenyzőknek Iximchéből Panajachelbe kellett eljutniuk a mai napon, közben pedig szállást kellett keresni. Az adás elején a pároknak külön kell vállniuk, minden párosból lett egy futó, aki hajt az elődöntőbe jutásért, de a páros másik tagjának feladatokat kell teljesítenie, hogy előnyhöz juttassa a páros másik tagját. Az utoljára beérkező futó párosa kieseik a versenyből. A sorrend végül így alakult:
| Futó           | Bástya        |
| -------------- | ------------- |
| Vágner Fanni   | Hegyes Berci  |
| Kempf Zozo     | Pető Brúnó    |
| Kafi Rea Milla | Kecskés Enikő |
| Kucsera Gábor  | Tóth Dávid    |

| Sorszám | Páros                           |
| ------- | ------------------------------- |
| 1.      | Hegyes Berci és Vágner Fanni    |
| 2.      | Kucsera Gábor és Tóth Dávid     |
| 3.      | Kempf Zozo és Pető Brúnó        |
| 4.      | Kecskés Enikő és Kafi Rea Milla |

Vágner Fanni, Kucsera Gábor, valamint Kempf Zozo továbbjutott, hisz első három ként futott be, Kafi Rea Milla pedig negyedikként, így az ő párosuk számára ért véget az Ázsia Expressz 4.
28. futam (30. adás)
A versenyzőknek Panajachelből San Antonio Palopóba kellett eljutniuk a mai napon. A napon az Arany Joker játékon minden páros vesz részt, de az első helyezett előnyt kap a lámpásjátékon. A sorrend végül így alakult:
| Sorszám | Páros                        |
| ------- | ---------------------------- |
| 1.      | Hegyes Berci és Vágner Fanni |
| 2.      | Kucsera Gábor és Tóth Dávid  |
| 3.      | Kempf Zozo és Pető Brúnó     |

A játékot Kucsera Gábor és Tóth Dávid nyerte, jutalmuk 1 millió forint lett.
29. futam (31. adás)
Elődöntő
A versenyzőknek az elődöntőben Atitlán-tótól Antigua Guatemalába kellett eljutniuk. Minden páros kapott négy fekete borítékot, így összesen kilenc boríték van és a feladatuk megszabadulni nekik tőlük a feladatok során. Mivel a kilenc borítékból az egyikbe az áll, hogy számukra véget ért az Ázsia Expressz 4.
| Sorszám | Páros                        |
| ------- | ---------------------------- |
| 1.      | Kempf Zozo és Pető Brúnó     |
| 2.      | Kucsera Gábor és Tóth Dávid  |
| 3.      | Hegyes Berci és Vágner Fanni |

Kucsera Gábor és Tóth Dávid, valamint Hegyes Berci és Vágner Fanni továbbjutott, hisz nem náluk volt a kiesést jelentő boríték, így bejutottak a döntőbe, Kempf Zozonál és Pető Brúnónál volt az a boríték amiben az áll, hogy az ő párosuk számára véget ért az Ázsia Expressz 4.
30. futam (32. adás)
Döntő
A döntőben Antigua Guatemalába kellett eljutniuk. A döntős párosok Kucsera Gábor és Tóth Dávid, Hegyes Berci és Vágner Fanni voltak. A verseny szoros volt, de a befutó végül így alakult:
| Sorszám | Páros                        |
| ------- | ---------------------------- |
| 1.      | Kucsera Gábor és Tóth Dávid  |
| 2.      | Hegyes Berci és Vágner Fanni |

Az első helyen Kucsera Gábor és Tóth Dávid végzett, ami azt jelenti, hogy megnyerték a versenyt és a 10 millió forintot. Hegyes Berci és Vágner Fanni a második helyezett.

## Medálok
| – A páros kiesett, a medál(ok) megsemmisült(ek)                     |
| – A páros elveszítette a medálokat                                  |
| – A páros eljutott a medálszámoláshoz, a medálok jelentősége lejárt |

A versenyben medált több módon lehet szerezni: játékkal, védettséggel, medáljutalommal. Ha egy páros kiesik a versenyből, a medáljaik megsemmisülnek.
| Páros                              | Medál |
| ---------------------------------- | ----- |
| Kecskés Enikő és Kafi Rea Milla    | 10    |
| Kecskés Enikő és Kafi Rea Milla    | 2     |
| Kecskés Enikő és Kafi Rea Milla    | 1     |
| Kempf Zozo és Pető Brúnó           | 12    |
| Kempf Zozo és Pető Brúnó           | 3     |
| Hegyes Berci és Vágner Fanni       | 14    |
| Hegyes Berci és Vágner Fanni       | 3     |
| Kucsera Gábor és Tóth Dávid        | 6     |
| Kucsera Gábor és Tóth Dávid        | 2     |
| Nagy Alekosz és Varsányi Réka      | 4     |
| Nagy Alekosz és Varsányi Réka      | 3     |
| Völgyi Zsuzsi és Kunovics Katinka  | 0     |
| Sipos F. Tamás és Sipos Dani       | 1     |
| Kunovics Katinka és Kafi Rea Milla | 1     |
| Völgyi Zsuzsi és Kecskés Enikő     | 0     |

## Arany Joker
1 Arany Joker=1 millió forint.
| Páros                           | Arany Joker |
| ------------------------------- | ----------- |
| Hegyes Berci és Vágner Fanni    | 0           |
| Kempf Zozo és Pető Brúnó        | 1           |
| Kecskés Enikő és Kafi Rea Milla | 0           |
| Kucsera Gábor és Tóth Dávid     | 1           |

## Nézettség
| Adás      | Dátum              | Célközönség (18–59) | Célközönség (18–59) | Teljes lakosság (+4) | Teljes lakosság (+4) | Forrás |
| Adás      | Dátum              | AMR (fő)            | SHR (%)             | AMR (fő)             | SHR (%)              | Forrás |
| --------- | ------------------ | ------------------- | ------------------- | -------------------- | -------------------- | ------ |
| 1.        | 2023. október 7.   | 290 802             | 16,3                | 676 908              | 17,9                 | [ 3 ]  |
| 2.        | 2023. október 8.   | 306 907             | 13,7                | 690 298              | 15,7                 | [ 3 ]  |
| 3.        | 2023. október 9.   | 284 312             | 14,0                | 611 169              | 15,2                 | [ 4 ]  |
| 4.        | 2023. október 10.  | 281 984             | 14,3                | 623 385              | 15,7                 | [ 4 ]  |
| 5.        | 2023. október 11.  | 293 050             | 14,8                | 630 408              | 15,8                 | [ 4 ]  |
| 6.        | 2023. október 12.  | 280 354             | 14,6                | 610 450              | 15,6                 | [ 4 ]  |
| 7.        | 2023. október 13.  | 277 357             | 15,0                | 617 507              | 16,7                 | [ 4 ]  |
| Kibeszélő | 2023. október 13.  | 175 618             | 11,7                | 343 547              | 12,4                 | [ 4 ]  |
| 8.        | 2023. október 16.  | 295 524             | 15,0                | 646 387              | 16,3                 | [ 5 ]  |
| 9.        | 2023. október 17.  | 258 217             | 12,8                | 599 724              | 14,8                 | [ 5 ]  |
| 10.       | 2023. október 18.  | 294 072             | 15,4                | 640 591              | 16,4                 | [ 5 ]  |
| 11.       | 2023. október 19.  | 281 222             | 14,3                | 613 075              | 15,4                 | [ 5 ]  |
| 12.       | 2023. október 20.  | 275 105             | 14,6                | 607 467              | 16,1                 | [ 5 ]  |
| Kibeszélő | 2023. október 20.  | 153 470             | 10,1                | 301 790              | 10,9                 | [ 5 ]  |
| 13.       | 2023. október 23.  | 300 440             | 13,6                | 624 458              | 15,0                 | [ 6 ]  |
| 14.       | 2023. október 24.  | 287 788             | 13,9                | 616 743              | 15,3                 | [ 6 ]  |
| 15.       | 2023. október 25.  | 323 166             | 16,0                | 656 101              | 16,4                 | [ 6 ]  |
| 16.       | 2023. október 26.  | 271 594             | 13,6                | 606 265              | 15,1                 | [ 6 ]  |
| 17.       | 2023. október 27.  | 300 245             | 14,7                | 644 729              | 16,0                 | [ 6 ]  |
| Kibeszélő | 2023. október 27.  | 161 192             | 9,4                 | 315 713              | 10,2                 | [ 6 ]  |
| 18.       | 2023. október 30.  | 258 507             | 13,0                | 621 167              | 15,7                 | [ 7 ]  |
| 19.       | 2023. október 31.  | 273 849             | 14,1                | 645 685              | 16,2                 | [ 7 ]  |
| 20.       | 2023. november 1.  | 301 644             | 13,3                | 690 165              | 16,1                 | [ 7 ]  |
| 21.       | 2023. november 2.  | 289 650             | 14,7                | 687 786              | 17,5                 | [ 7 ]  |
| 22.       | 2023. november 3.  | 274 564             | 13,8                | 670 690              | 17,3                 | [ 7 ]  |
| Kibeszélő | 2023. november 3.  | 135 903             | 8,3                 | 323 047              | 11,1                 | [ 7 ]  |
| 23.       | 2023. november 6.  | 296 112             | 14,5                | 651 051              | 16,1                 | [ 8 ]  |
| 24.       | 2023. november 7.  | 310 648             | 14,8                | 679 231              | 16,7                 | [ 8 ]  |
| 25.       | 2023. november 8.  | 294 580             | 14,4                | 657 189              | 16,4                 | [ 8 ]  |
| 26.       | 2023. november 9.  | 275 639             | 13,3                | 634 900              | 15,4                 | [ 8 ]  |
| 27.       | 2023. november 10. | 331 306             | 16,2                | 719 587              | 17,7                 | [ 8 ]  |
| Kibeszélő | 2023. november 10. | 195 747             | 12,0                | 402 721              | 13,6                 | [ 8 ]  |
| 28.       | 2023. november 13. |                     |                     |                      |                      |        |
| 29.       | 2023. november 14. |                     |                     |                      |                      |        |
| 30.       | 2023. november 15. |                     |                     |                      |                      |        |
| 31.       | 2023. november 16. |                     |                     |                      |                      |        |
| 32.       | 2023. november 17. |                     |                     |                      |                      |        |
| Kibeszélő | 2023. november 17. |                     |                     |                      |                      |        |